# Cajueiro da Praia
Cajueiro da Praia är en kommun i Brasilien.   Den ligger i delstaten Piauí, i den nordöstra delen av landet, 1 600 km norr om huvudstaden Brasília. Antalet invånare är 7 163.
Omgivningarna runt Cajueiro da Praia är huvudsakligen savann. Runt Cajueiro da Praia är det ganska glesbefolkat, med 22 invånare per kvadratkilometer.